# Lars Lehmann (Segelflieger)
 Lars Lehmann ist ein deutscher Segelkunstflugpilot.

## Leben
Lars Lehmann begann 1987 mit dem Segelflug. Seit 2001 betreibt er Wettbewerbssegelkunstflug.
Er ist mit der deutschen Segelkunstflugpilotin Andrea Fenzau-Lehmann verheiratet und lebt in Ellwangen an der Jagst.
Das Ehepaar Lehmann ist fliegerisch im Luftsportring Aalen-Elchingen beheimatet, welcher auf dem Flugplatz Aalen-Heidenheim ansässig ist und nimmt seit 2001 regelmäßig an verschiedensten Segelkunstflugwettbewerben in Deutschland und Europa teil, zuerst mit Schleicher ASK 21 und Pilatus PC-11AF („B4“), später mit verschiedenen MDM-1 Fox und seit 2006 mit einem Swift S-1.
Anfang 2011 bildeten das Ehepaar Lehmann mit dem Vize-Weltmeister im Segelkunstflug 1999 und langjährigem Mitglied der deutschen Nationalmannschaft im Motorkunstflug Henry Bohlig und seiner Ehefrau zusammen ein Team professioneller Airshow-Piloten, das HB-Airshow-Team. Lars Lehmann fungiert im Team als Solo-Displaypilot.

## Fliegerische Erfolge
Lars Lehmann hat das bronzene (2001), silberne (2004) und goldene Leistungsabzeichen Segelkunstflug des Deutschen Aero Clubs (DAeC) erhalten, wobei er das goldene Leistungsabzeichen während der Europameisterschaft 2008 in Radom (Polen) erwarb.
| 2011 | Weltmeisterschaft                     | Toruń (Polen)                              | Advanced | 28./29. | Swift S-1 |
| 2010 | Weltmeisterschaft                     | Jämijärvi (Finnland)                       | Advanced | 15./16. | Swift S-1 |
| 2008 | European Advanced Glider Contest      | Rothenburg (Oberlausitz)                   | Advanced | 5       | Swift S-1 |
| 2006 | International Advanced Glider Contest | Bad Frankenhausen/Kyffhäuser (Deutschland) | Advanced | 5.      | Swift S-1 |

In der Rangliste des DAeC der Advanced-Klasse war Lars Lehmann in den Jahren 2008 und 2009 erster.
| Nationale Wettbewerbserfolge von Lars Lehmann | Nationale Wettbewerbserfolge von Lars Lehmann | Nationale Wettbewerbserfolge von Lars Lehmann | Nationale Wettbewerbserfolge von Lars Lehmann | Nationale Wettbewerbserfolge von Lars Lehmann | Nationale Wettbewerbserfolge von Lars Lehmann |
| Jahr                                          | Wettbewerb                                    | Ort                                           | Kategorie                                     | Platzierung                                   | Flugzeug                                      |
| --------------------------------------------- | --------------------------------------------- | --------------------------------------------- | --------------------------------------------- | --------------------------------------------- | --------------------------------------------- |
| 2010                                          | Salzmanncup                                   | Kitzingen                                     | Unlimited                                     | 16.                                           | Swift S-1                                     |
| 2009                                          | Landesmeisterschaft                           | Pfarrkirchen                                  | Unlimited                                     | 13                                            | Swift S-1                                     |
| 2009                                          | Salzmanncup                                   | Vielbrunn (Odenwald)                          | Unlimited                                     | 9.                                            | Swift S-1                                     |
| 2008                                          | Schweizer Meisterschaft                       | Thun                                          | Unlimited                                     | 7.                                            | Swift S-1                                     |
| 2008                                          | Deutsche Meisterschaft                        | Rothenburg/Oberlausitz                        | Advanced                                      | 4.                                            | Swift S-1                                     |
| 2007                                          | Landesmeisterschaften                         | Hornberg                                      | Advanced                                      | 2.                                            | Swift S-1                                     |
| 2007                                          | Salzmanncup                                   | Stölln/Rhinow                                 | Advanced                                      | 1.                                            | Swift S-1                                     |
| 2006                                          | Schweizer Meisterschaft                       | Langenthal                                    | Advanced                                      | 3.                                            | Swift S-1                                     |
| 2006                                          | Deutsche Meisterschaft                        | Bad Frankenhausen/Kyffhäuser                  | Advanced                                      | 4.                                            | Swift S-1                                     |
| 2005                                          | Landesmeisterschaften                         | Tannheim (Württemberg)                        | Advanced                                      | 5.                                            |                                               |
|                                               | Doppelsitzerwettbewerb Nord Advanced          |                                               |                                               | 1.                                            | ASK 21                                        |
|                                               | DO-SI-WE                                      |                                               |                                               | 1.                                            | ASK 21                                        |